# Holîn, Kaluș
Holîn (în ucraineană Голинь) este o comună în raionul Kaluș, regiunea Ivano-Frankivsk, Ucraina, formată numai din satul de reședință.

## Demografie
Componența lingvistică a comunei Holîn
     Ucraineană (99,86%)
     Alte limbi (0,08%)
Conform recensământului din 2001, majoritatea populației comunei Holîn era vorbitoare de ucraineană (99,86%), existând în minoritate și vorbitori de alte limbi.